# Issha (métro de Nagoya)
Issha (一社駅, Issha-eki) est une station du métro de Nagoya sur la ligne Higashiyama dans l'arrondissement de Meitō à Nagoya.

## Situation sur le réseau
La station Issha est située au point kilométrique (PK) 17,5 de la ligne Higashiyama.

## Histoire
La station a été inaugurée le 1er avril 1969.

## Services aux voyageurs

### Accès et accueil
La station est ouverte tous les jours.

### Desserte

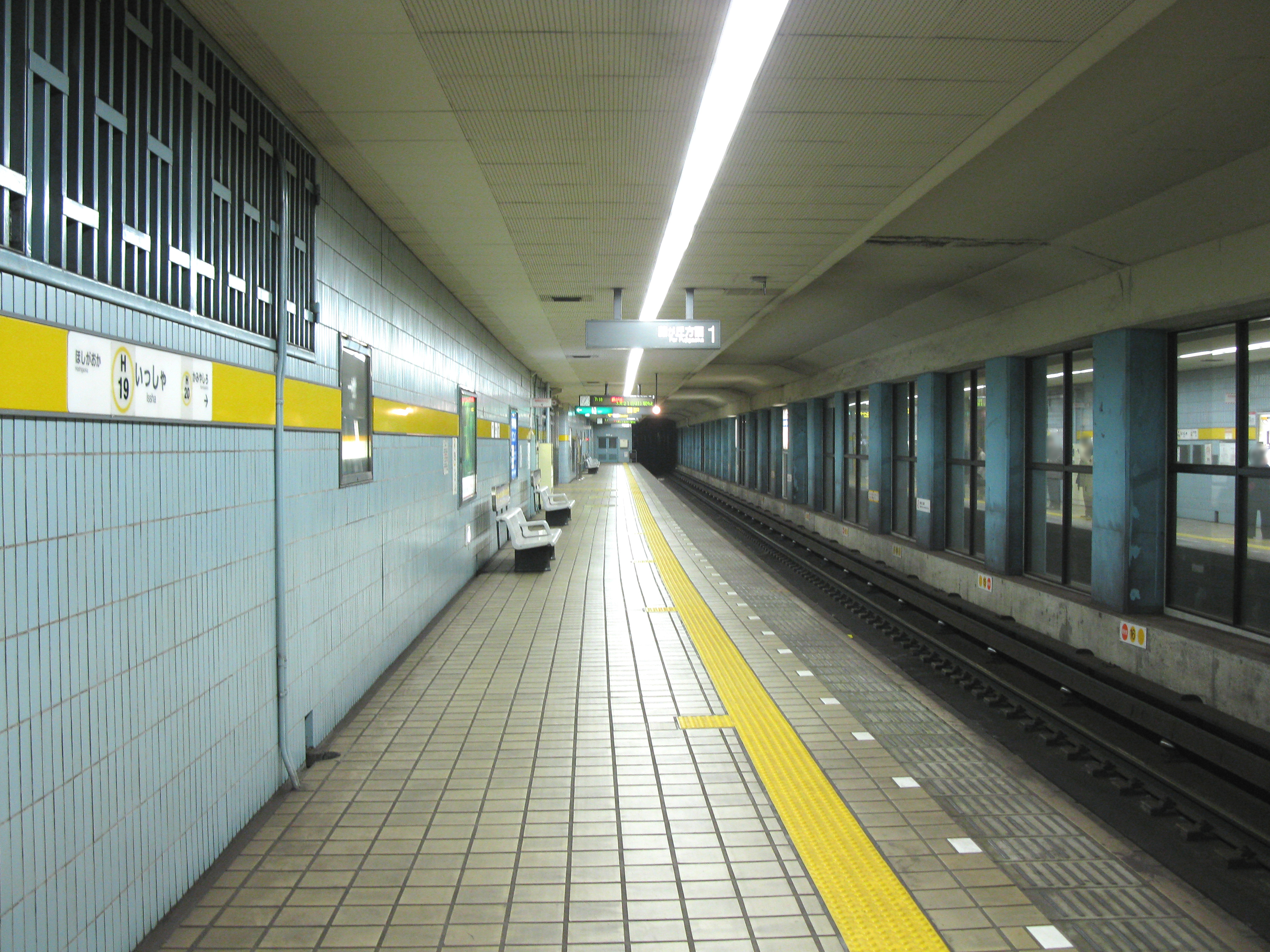
Vue des quais de la station

- Ligne Higashiyama :
  - voie 1 : direction Fujigaoka
  - voie 2 : direction Takabata